# Dryopteris liliana
Dryopteris liliana là một loài dương xỉ trong họ Dryopteridaceae. Loài này được Golitsin mô tả khoa học đầu tiên..
Danh pháp khoa học của loài này chưa được làm sáng tỏ. 